# 計画
計画（けいかく、英: planあるいはprojectあるいはprogram）とは、何らかの物事を行うために、あらかじめその方法や手順を考え企てること。また、そうして考えた方法や手順。具体的には、将来実現しようとする目標と、そこに到達するための主要な手段や段階とを組み合わせたものである。
計画には、上述の目的（目標）や方法・手順に加えて具体的な時期、日付などが含まれていることが一般的である。ものによっては詳細な時刻まで含む。なお、実行する日時などまで明確化した計画表（予定表）をスケジュールと言う。（その点で計画は、目的と手順が含まれているが日時が指定されていないような「手順書」や「レシピ」などとは異なっている。）

## 企業経営
企業の経営は、計画を練って行われることが一般的である。これを経営計画と言う。
日本の経営関連の書籍や経営コンサルタント（企業診断士）の書籍などではしばしば、「PDCAサイクル」を回すことの重要性が説かれている。
一般に、企業における計画では、目標、時間、リソースなども含む。どのような目標のために、いつ（年度、四半期、日付、あるいは時間軸上の一連の指定など）、企業活動の主要なリソース（資源）である「ヒト・モノ・カネ（・時間）」（つまり、人的資源、設備的資源、資金、時間）を 具体的にどのように投入するか、ということも考慮する。
新たに事業を立ち上げたり会社を立ち上げる場合は特に、あらかじめそれ相応の時間をかけて、「事業計画書」というものを作るのが一般的である。
上場企業では、株主総会で株主に対して経営計画を説明する時間を設けたり、株主向け文書においてそれを説明する章を設けることが一般的である。
また世界的に見て、社債を発行する場合（つまり出資してもらう場合、企業から見て借金をする場合）も、出資者に対して何らかの形で事業計画を説明することが一般的である。アメリカでも社債の出資者の募集の文書（米国 証券取引委員会が管轄）には、当該企業の事業計画や財務計画に関する章が含まれる。

## 行政・政治
政治家は、選挙の時に選挙権者に対して公約やマニフェスト（あるいは個々の政治家は「私は○○を実行します」などの文章）等の形で、さまざまな目標を表明する。そして当選すると、その目標や状態を実現すべく、さまざまな計画として練り上げ、具体的な行動に移してゆくことになる。
特に自治体や中央政府の首長となった場合は、何らかの目的・目標を設定し、それを実現するための方法・手順を考え、結果を出すという重い責任を負うことになる。国により、また政治家の資質により、政治家主導で計画が練られて行く場合と官僚主導で計画が練られて行く場合がある。
公式/非公式、公表/非公表
計画は公式/非公式のもの、また公表される場合とされない場合がある。
国家の公式の計画、たとえば国家経済の計画（経済発展のための計画）、公衆衛生のための計画、宇宙計画などは概ね公表されることが一般的である。
各国の軍の長期的な展望は白書などで公表されることも多いが、軍事作戦、戦闘に関する具体的な計画は、敵に知られてはならないので、組織外部に対しては秘密にされ、兵士には箝口令が敷かれることが一般的である。
諜報機関で練られた具体的な計画も外部に対しては秘密にされ、しかも、しばしば上層部だけが把握し、各メンバーには計画の全貌は知らされない、などということも行われる。
脆弱なプロジェクトは組織の時間と資金を浪費するだけに終わる（Σプロジェクトなどは国家規模での失敗例である）。
資本主義/社会主義と計画
国家経済に関して、「資本主義では市場原理にまかせる傾向があるのに対して、社会主義では計画経済を行う」、と説明されることも多かった。ただ、実際にはさまざまな程度があり、資本主義と言えども政府主導で計画的に経済を誘導している場合もある。日本の場合、中央省庁と民間企業）が協力して数年程度 - 10年程度の計画を立て、多数の企業がそれに沿って活動してゆく、というようなことも行われることもあるので、日本というのは資本主義と社会主義を折衷したような性質を持っていると指摘されることもある。
かつて存在したソ連政府は五カ年計画を立てた。

## 都市計画
カテゴリ:都市計画にあるとおり、都市計画とは、都市の将来のあるべき姿を描くことであり、またその実現のためにさまざまな規制・誘導等を行うことである。したがって都市計画は、土地利用規制、用途地域の指定、都市開発や宅地開発などにおける建築施設群の空間構成も含む。また交通計画や防災対策なども含むといわれているが、広辞苑では「都市生活に必要な交通・区画・住宅・衛生・保安・経済・行政などに関し、住民の福利を増進し公共の安寧を維持するための計画」大辞林では「都市における交通の便利と住宅の整理と住民の幸福とを目的として改良を施す計画」とされており、都市部で何かしら企てをおこなうことについて全て都市計画の範疇に含まれる。

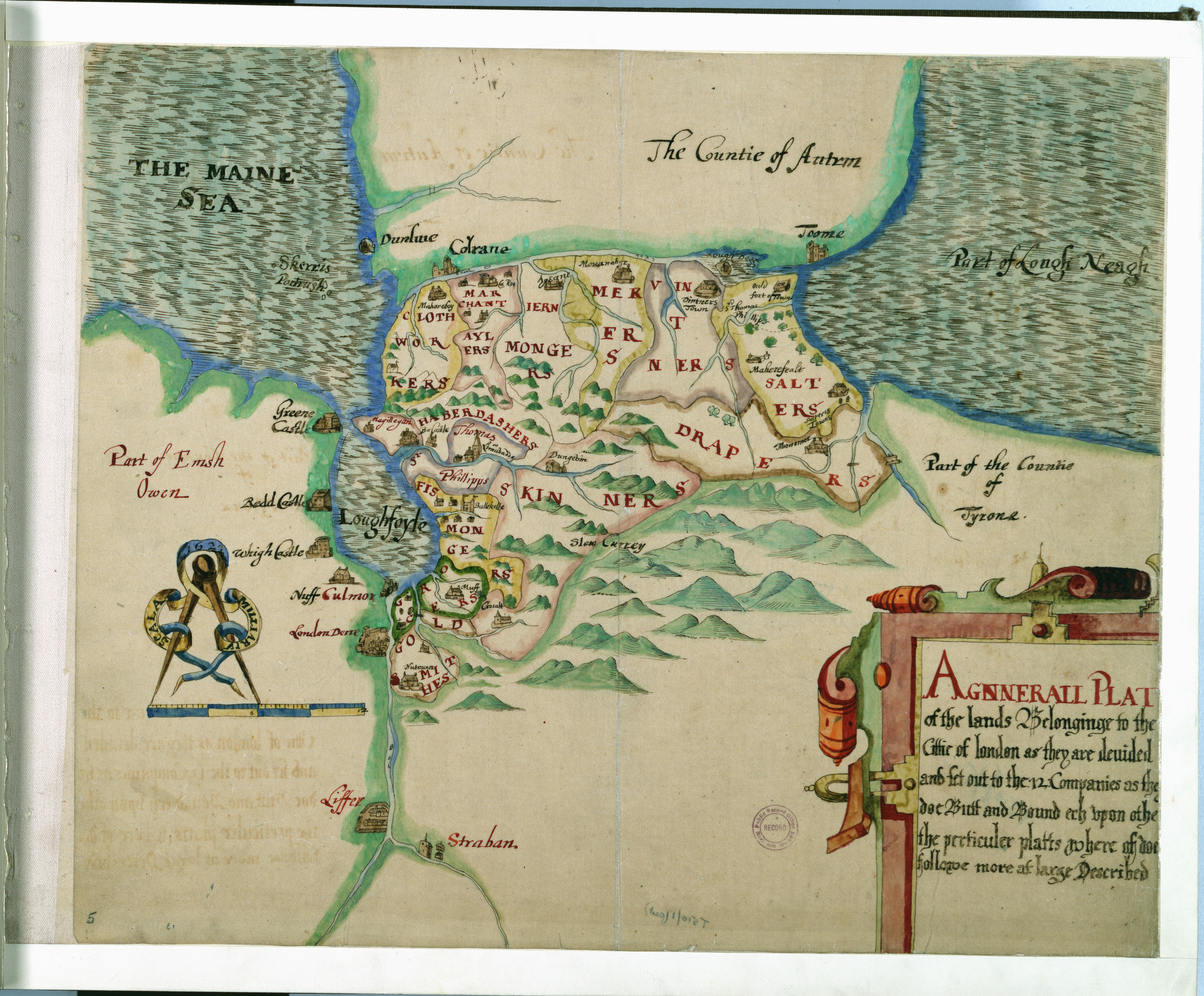
イギリス、シティ・オブ・ロンドン地区の土地を12の会社が分割して保有する計画の図面（1836年。オリジナルは1622年まで遡る)

日笠端は1977年に自著「都市計画」で「わが国では都市計画というと、街路・公園・上下水道などの都市施設の建設事業と考えられてきた。しかし、都市計画は単なる建設技術や工学であってはならない」としている。

### 物的計画
ただし日笠は上記同書で都市計画を「都市というスケールの地域を対象とし、将来の目標に従って、経済的、社会的活動を安全に、快適に、能率的に遂行せしめるために、おのおの要求される空間を平面的、立体的に調整して、土地の利用と施設の配置と規模を想定し、これらを独自の論理によって組成し、その実現をはかる技術である。」とし、これは都市計画において物的計画と呼ばれる。

## 交通と計画

### 航空
航空機が飛行を行なう場合に航空を管理する官署などに通報・提出する飛行に関する計画を飛行計画という。

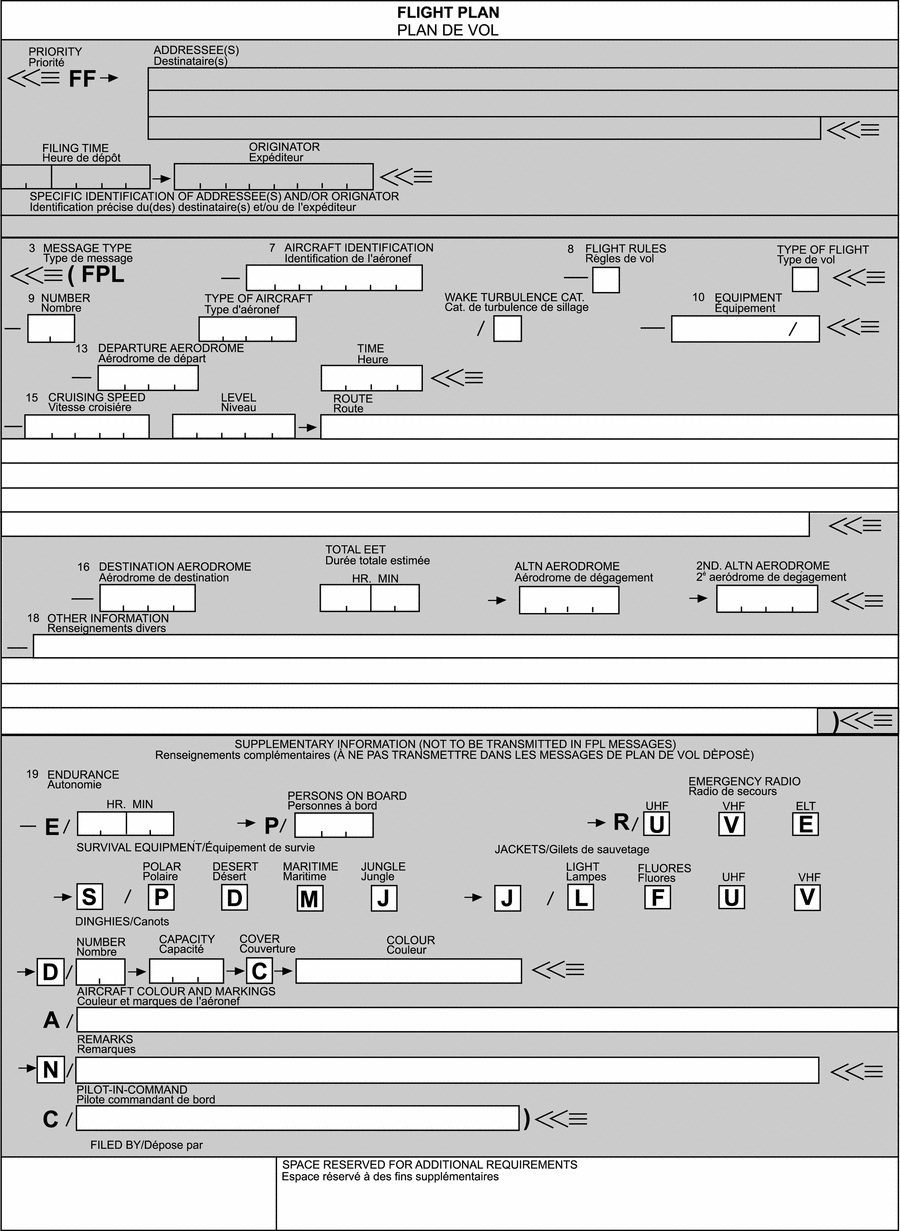
ICAOに提出する飛行計画書のフォーム

### 鉄道
敷設計画

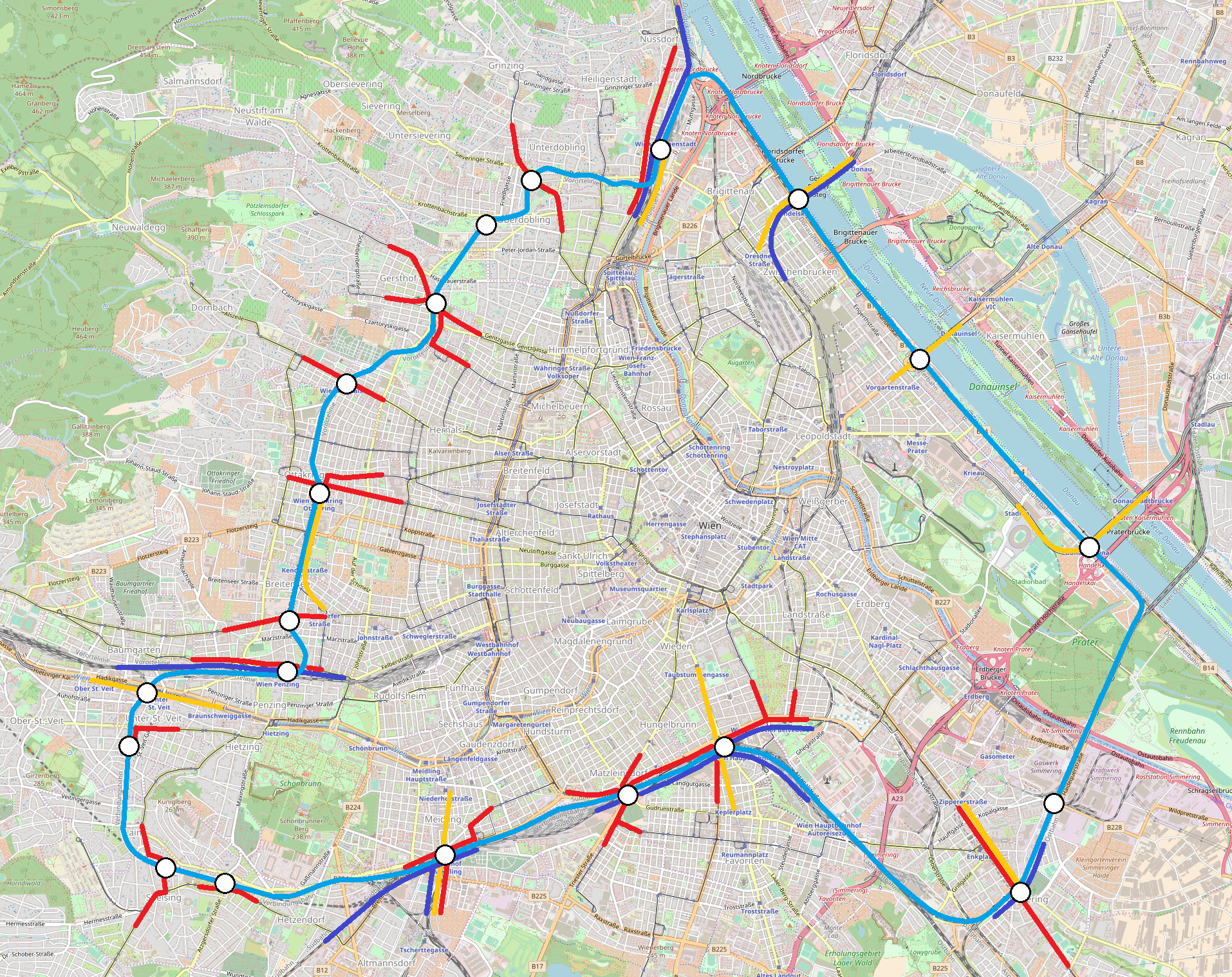
ウィーンの郊外鉄道の可能性を考慮した計画図
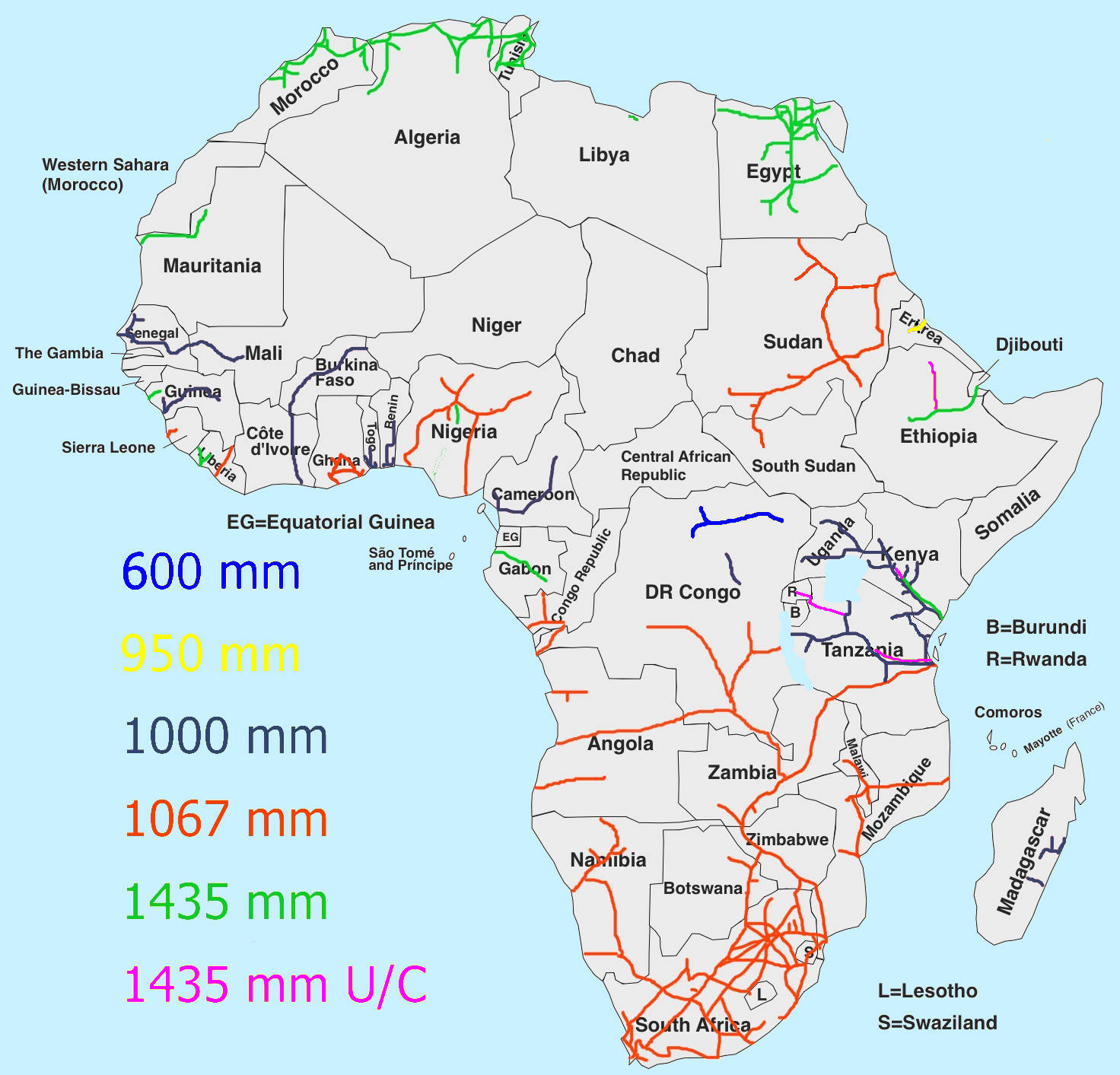
アフリカの鉄道の敷設計画図

運行計画
鉄道の列車の運行に関する計画を鉄道運行計画と言う。旅客が利用可能な列車の運行計画に関しては時刻表という形で公表される。

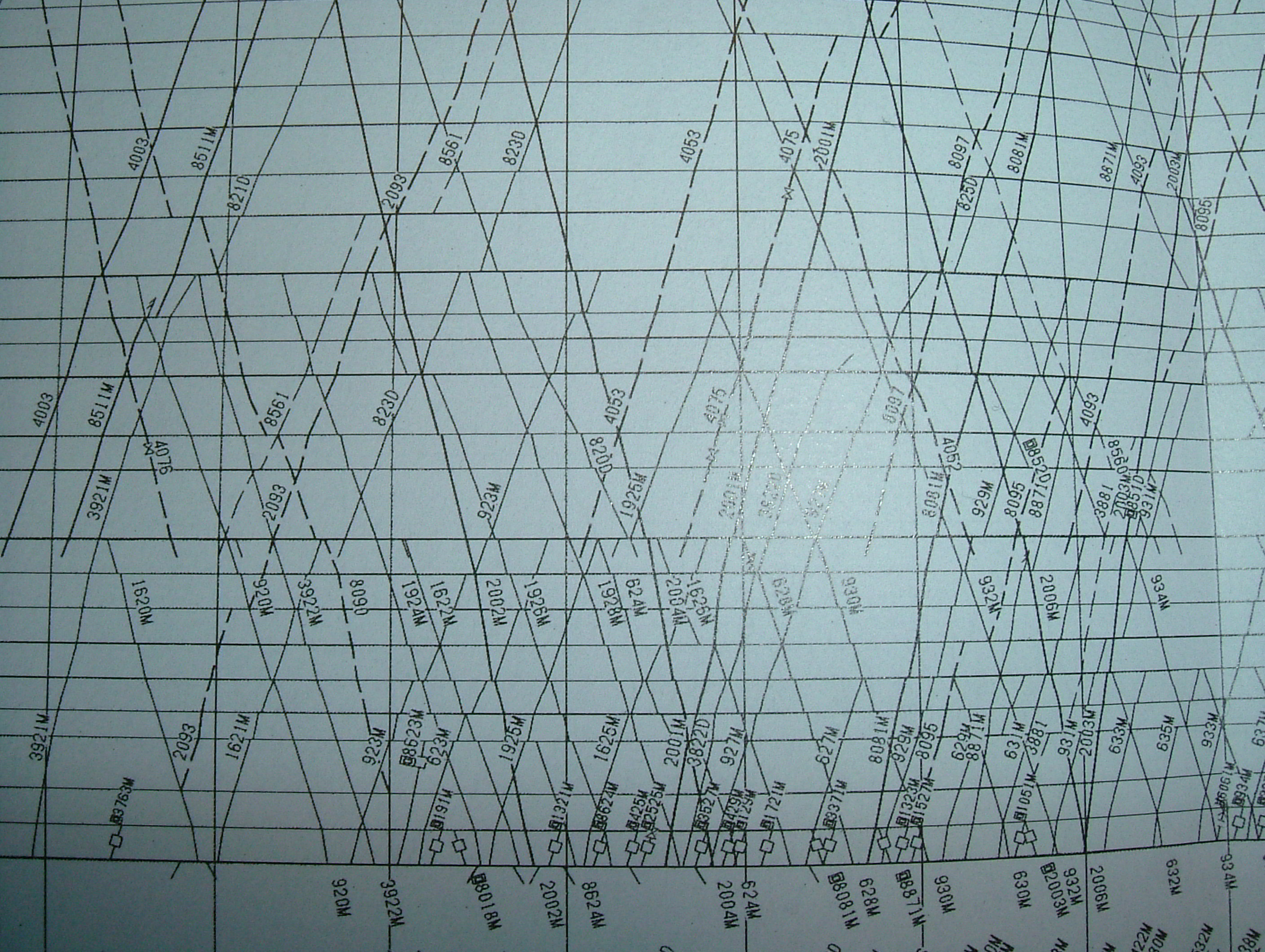
鉄道会社の担当者が列車の運行計画を練る時に使うダイヤグラムの一例。
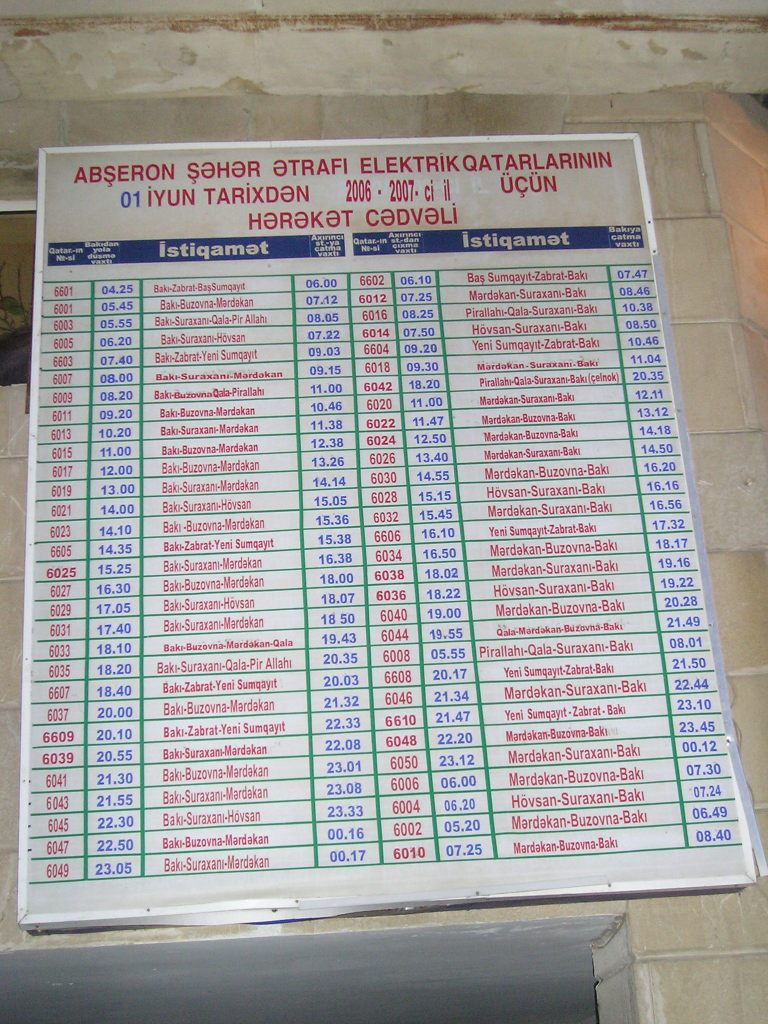
アゼルバイジャンのバクー駅の時刻表

## 登山と計画
登山は一般に、計画を立てて行うことが推奨される。登山は「計画を立てる段階からすでに始まっている」などと表現されることがある。
登山計画の立て方には様々あるが、いずれにせよ、山選び、期日、リーダー、などの要素は含まれる。
実際に入山したら、登山計画書を、登山道入り口脇などの箱に入れる。これによって、もしも遭難した時や連絡がとれなくなった時は、地元の救助隊がそれを確認し、登山者の居場所を見つけてくれる可能性、そして命が助かる可能性が増える。

## 計画の立案方法
詳細はプランニングを参照
トップダウン・プランニングとボトムアップ・プランニングがある。
プランニングに関しては、心理学、ゲーム理論、コミュニケーション、情報理論などで扱われることがある。
「長期計画」→「中期計画」→「短期計画」の順に、前のものを考慮しつつ、計画を立ててゆく方法がある。
また組織では「戦略」を踏まえつつ計画を立てる、ということも一般的である。

## プロジェクト（大規模計画）
計画のなかでも特に大規模なもの（およびその実行）は「プロジェクト」と呼ばれている。

## 計画の例
- 「計画」を含む項目
- アポロ計画, エクスプローラー計画, コンステレーション計画, サリュート計画
- 自動計画
- 建築計画 事業計画 フラブプラン フライトプラン 健康計画　農村計画-造園計画-景観計画-交通計画-地域計画-地方計画-国土計画
- マーケティング計画 プロジェクト計画 アヤラ計画 カサ・マタ計画
- コルドバ計画 イグアラの計画 サン・ルイス・ポトシ計画 サイトプラン
- 調査計画 シュリーフェン・プラン 旧ソ連5カ年計画 マーシャルプラン イラク侵攻計画